# Euphorbia tongchuanensis
Euphorbia tongchuanensis — вид рослин із родини молочайних (Euphorbiaceae), ендемік провінції Шеньсі, Китай.

## Опис
Це прямовисна трав'яниста рослина до 35 см заввишки. Стебло одне, ≈ 4 мм завтовшки, нерозгалужене. Листки чергуються, сидячі; прилистки відсутні; листові пластини лінійно-зворотно-ланцетоподібні, 9–12 см × 4–8 мм, основа послаблена, край цілий, вершина загострена; середня жилка видна на обох поверхнях, бічні жилки непомітні. Циатії сидячі, поодинокі. Квітки жовті. Період цвітіння: жовтень.

## Поширення
Ендемік провінції Шеньсі, Китай. Населяє сонячні схили; на висотах ≈ 2400 метрів.